# Emperatriz Esmeralda (personaje)
La Emperatriz Esmeralda es el nombre de varias supervillanas ficticias que aparecen en los cómics estadounidenses publicados por DC Comics. Los personajes asociados con el nombre a menudo se representan como una adversaria prominente de la Legión de Super-Héroes. La primera encarnación del personaje apareció en Adventure Comics #352 (enero de 1967).
La primera y principal versión del personaje es Sarya de Venegar, quien descubrió el Ojo Esmeralda de Ekron y fue corrompido por el artefacto, despertando el mal latente dentro de la joven y convirtiéndola en una conquistadora. Sarya se convirtió en una vida de piratería y comenzó a ganar seguidores antes de fundar los Cinco Fatales y convertirse en enemiga de la Legión de Super-Héroes. La segunda encarnación del personaje, Cera Kesh. En cambio, es retratada como una fan adolescente de la Legión de Super-Héroes que audicionó para ser parte del equipo, solo para ser rechazada y burlada por su sobrepeso y apariencia poco atractiva. Al sentir su ira y sus celos, el Ojo Esmeralda de Ekron la corrompe y la convierte en la segunda Emperatriz Esmeralda, otorgándole poderes y la capacidad de convertirse en una versión idealizada de sí misma. La tercera encarnación del personaje, Falyce, es nativa del planeta Orando y víctima del duque del planeta. Deseando el poder de matar a su torturador, el Ojo Esmeralda de Ekron convierte a la tercera Emperatriz Esmeralda, pero la vuelve loca.

## Biografías ficticias

### Sarya
Sarya del planeta Venegar (referida simplemente como 'la Emperatriz') fue reclutada por Superboy y la Legión para combatir la amenaza del Sun-Eater. Una vez que Sun-Eater fue derrotado, se unió a los Cinco Fatales con Tharok, Validus, Mano y el Persuader.
La Emperatriz no tenía superpoderes innatos; más bien, empleó un poderoso elemento místico llamado Ojo Esmeralda de Ekron, una esfera de aproximadamente 2 'de diámetro que obedecía sus órdenes mentales. El Ojo podía volar y emitir ráfagas de energía, y permitía a la Emperatriz volar y sobrevivir en el espacio. La energía residual del Ojo también le dio, al menos en una ocasión, superfuerza. Hizo que creciera a una estatura gigantesca durante una batalla. El Ojo también podría reformarse si se rompe. El Ojo es un elemento de inmenso poder; derrotó a Superboy (que es susceptible a la magia en general) más de una vez, aunque parecía tener más problemas con Mon-El, tal vez porque era inmune a la kryptonita verde y sus explosiones pueden haber contenido elementos de ella. A pesar de esto, por razones desconocidas, al Ojo no le gusta la kryptonita verde, y estar expuesto a una parte de ella ha hecho que el Ojo huya en más de una ocasión (dejando atrás a la Emperatriz temporalmente).
La Emperatriz Esmeralda murió cuando, a petición suya, la Legionaria Sensor Girl usó sus poderes de ilusión para enmascarar la presencia de Sarya del Ojo Esmeralda de Ekron. Cuando el cuerpo de la Emperatriz se marchitó y se descompuso rápidamente, expresó su alivio por estar libre del control del Ojo, lo que indica que su relación simbiótica no estaba dispuesta y que la Emperatriz era mucho mayor de lo que parecía.

#### Crisis final
Durante Crisis final, la Emperatriz Esmeralda, junto con los otros miembros de Cinco Fatales, estuvo entre los supervillanos en la Legión de Super-Villanos de Superboy Prime.

#### DC Renacimiento
La Emperatriz Esmeralda aparece como uno de los supervillanos de Max Lord en Justice League vs. Suicide Squad durante DC Rebirth. Empreratriz formó parte del primer Escuadrón Suicida, junto con Lobo, Johnny Sorrow, Rustam y Doctor Polaris. La Emperatriz fue manipulada por Amanda Waller por información potencial sobre Saturn Girl. Cuando la primera misión terminó en desastre, Emperatriz y los demás fueron encarcelados. Más tarde fueron liberados por Maxwell como parte de su propio plan de dominación. Emperatriz escapó de este plan de múltiples capas, con su ojo severamente dañado. Esto puso en peligro su plan de permanecer en el tiempo actual. Al darse cuenta de que podría necesitar ayuda, consideró reclutar a otros cuatro aliados.

### Cera Kesh
Cera Kesh aparece por primera vez en Legionnaires #2.
Con un ligero sobrepeso y piel pobre, también era telequinética y buscó unirse a la Legión a través de su programa de audición abierta. Burlada por el miembro de la Legión Inferno (por quien albergaba un enamoramiento) por su apariencia, Kesh huyó avergonzada y enojada, y fue encontrada por el Ojo Esmeralda. Transformada por él en una versión idealizada de sí misma, y con todos los poderes del Ojo potenciando los suyos propios, sucumbió a la influencia del Ojo y se convirtió en una vida delictiva con los otros miembros de los Fatal Five. Al mismo tiempo, Leland McCauley encontró un segundo Ojo Esmeralda, con el que esperaba convertir a Ingria Olav en la nueva Emperatriz Esmeralda. En cambio, Cera la mató y obtuvo el poder de ambos Ojos.
No se la volvió a ver, ya que la línea de tiempo de la que formaba parte terminó poco después.

### Falyce
En Legion of Super-Heroes (vol. 6) Annual # 1 (2011), el Ojo encuentra una nueva Emperatriz en el planeta Orando. Esta joven lucha contra Shrinking Violet, Light Lass, Sun Boy, Sensor Girl y Gates de la Legión antes de ser derrotada por Violet. La niña fue liberada del control del Ojo, pero el Ojo mismo logró huir del planeta.

## Ojo Esmeralda de Ekron

### 52 origen
Según la maxiserie de un año "52" (2006), el Ojo fue una vez un ojo real para la entidad cósmica llamada "Ekron". Pero de alguna manera, Emperatriz Esmeralda consiguió el Ojo y consiguió que funcionara para ella.
En el presente, el Ojo Esmeralda ha aparecido en las páginas del "52", en posesión de Lobo, y en El Valiente y El Temerario de nuevo en manos de la Emperatriz Esmeralda.
Lobo guardó el artículo en un pequeño cofre bajo su supervisión, sin querer usar sus poderes. Cuando Starfire usó el Ojo para salvar a la población del Sector 3500 de un enjambre de extrañas criaturas, Lobo reveló que sabía algo sobre los orígenes del Ojo. También existía una cabeza esmeralda de Ekron y estaba buscando su globo ocular perdido. Ekron es aparentemente un miembro del Green Lantern Corps, pero se ha vuelto loco por la destrucción del Sector Espacial bajo su protección por Lady Styx. El Ojo Esmeralda en sí mismo se revela más tarde como un precursor de la tecnología que luego condujo al anillo de poder que usan todos los Green Lanterns, con menos funcionalidad pero sin embargo un arma formidable.

### Otros orígenes
Cuando el Ojo se reintrodujo en la Legion of Super-Heroes (vol. 6) Anual de 2011, nada de esto fue reconocido. Más bien, Ekron fue referido como un mundo donde el Ojo alguna vez había sido adorado como un dios. La explicación 52 también ignora cualquier existencia del Ojo manejado por Garryn Bek de L.E.G.I.O.N. en el siglo XXI.

## Poderes y habilidades

### Habilidades independientes
La primera encarnación de la Emperatriz Esmeralda, Sarya, poseía habilidades independientes limitadas, poseyendo una fuerza humana superior a la media, un rasgo que poseen los habitantes de Venagar. Gran parte de sus habilidades se centran en el Ojo Esmeralda de Ekron, en el que controla a través de su propia mente y fuerza de voluntad. Al tener una relación simbiótica con el artefacto, ella extrae poder de él mientras que el Ojo atrae el foco y ambos son más poderosos cuanto más cerca están.
Cera Kesh, la segunda encarnación de la Emperatriz Esmeralda, poseía telequinesis.

### Ojo Esmeralda de Ekron
Cada usuario del Ojo Esmeralda de Ekron obtiene acceso a sus niveles casi ilimitados de energías de fuerza de voluntad/esmeralda (la misma fuente de energía utilizada por el Green Lantern Corps), lo que hace que el artefacto sea indestructible y considerado incontenible. Debido a su uso de las mismas fuentes de energía de fuerza de voluntad / esmeralda, se considera relacionado con la batería de energía de Oan utilizada por Green Lantern Corps.
Sus poderes le permiten proyectar explosiones lo suficientemente fuertes como para herir a los kryptonianos, generar campos de fuerza para protegerse de los ataques, ver a través de cada espectro y longitud de onda, crear construcciones de energía, hipnotizar a otros, lanzar ilusiones, teletransportar personas a distancias cortas y alterar la realidad, como cómo Falyce reconstruyó el planeta Orando en una sociedad medieval como ella lo imaginó. También puede otorgar a sus usuarios la capacidad de volar y sobrevivir en el espacio, fuerza sobrehumana, aumentar su tamaño, mejorar las habilidades innatas de su usuario actual y convertirlos en versiones ideales de sí mismos. El Ojo en sí es virtualmente indestructible y puede repararse instantáneamente si se rompe.

## Otras versiones
Ingria Olav fue una Emperatriz Esmeralda de corta duración que fue la novia del enemigo de la Legión de Super-Héroes, Leland McCauley IV. Habiendo descubierto el segundo Ojo de Ekron, recreó un equipo de Cinco Fatales con Ingria como la nueva Emperatriz Esmeralda del equipo. Sin embargo, Ingria demostró ser más cobarde y una usuaria inexperta del Ojo de Ekron, siendo incapaz de soportar la vida de una supervillana. Más tarde es rastreada por Cera Kesh, la otra Emperatriz Esmeralda y es vaporizada por la mujer, quien luego toma el segundo Ojo de Ekron para ella.

### La Emperatriz (Post Hora Cero)
Después del evento de la Hora Cero y el posterior reinicio de la continuidad de la Legión, apareció un personaje simplemente llamado 'Emperatriz', desconectado del Ojo Esmeralda de Ekron (que apareció por separado más tarde). Aunque no tenía poderes, era tan peligrosa como el resto de los Cinco Fatales, siendo una asesina sádica que se había enseñado a sí misma cómo matar cualquier forma de vida conocida.
El Ojo mismo estaba en posesión del supervillano Scavenger, pero fue descubierto por Shrinking Violet, quien cayó bajo su control. Con la ayuda de la Legión, Violet logró romper el control del Ojo sobre ella, pero no antes de que enviara a la mitad del equipo al pasado y atrajera la atención del antiguo hechicero Mordru.
Eventualmente, el Ojo llegó a manos de la Emperatriz. La Emperatriz parecía haber quebrantado la voluntad del Ojo, dejándola inequívocamente en control.
Esta versión de la Legión todavía está en continuidad, pero ahora se establece que tiene lugar en un mundo paralelo, lo que significa que este Ojo no es el mismo que encontró la Legión original, sino el Ojo de un universo alternativo.

## Recepción
Emperatriz Esmeralda ocupó el puesto 38 en la lista de las "100 mujeres más sexys en cómics" de Comics Buyer's Guide. Russ Burlingame de Comicbook.com la describió como "una gran jugadora en el Universo DC en los últimos tiempos" y que "es una de las villanas de la Legión más identificables, con un truco genial y una gran imagen", destacando su aparición en Justice League vs. Suicide Squad y en una historia que cruzaba a Supergirl con Batgirl.

## En otros medios

### Televisión
- La encarnación de Cara Kesh de la Emperatriz Esmeralda aparece en el episodio de Liga de la Justicia Ilimitada, "Far From Home", con la voz de Joanne Whalley.[13] El poder de esta versión del Ojo Esmeralda de Ekron supera al del anillo de poder de un Linterna Verde.
- La encarnación Sarya de la Emperatriz Esmeralda aparece en Legion of Super Heroes, con la voz de Jennifer Hale en la primera temporada y Tara Strong en la segunda. Esta versión fue previamente encarcelada y separada del Ojo Esmeralda de Ekron antes de unirse a los Cinco Fatales. Además, no sufre efectos negativos si el Ojo sufre daños menores. Ella trabaja con los Cinco Fatales para luchar contra la Legión de Super-Héroes titular hasta que Matter-Eater Lad destruye el Ojo, despojando a Sarya.
- El Ojo Esmeralda de Ekron aparece en Young Justice: Phantoms. Esta versión se considera un artefacto mágico y originalmente se mantuvo en la bóveda de Metron hasta que Lor-Zod viaja en el tiempo para robarlo, después de lo cual elige a su madre Ursa Zod para convertirse en la Emperatriz Esmeralda del siglo XXI.[14]

### Cine
- Una Emperatriz Esmeralda no identificada hace un cameo en Justice League: The New Frontier.
- Una Emperatriz Esmeralda no identificada aparece en Justice League vs. The Fatal Five, con la voz de Sumalee Montano.[15] Esta versión es la amante de Mano. Ella y Validus son enviados atrás en el tiempo al siglo 21 para ser encarcelados en Oa ya que el Green Lantern Corps ya no existe en el siglo 31. Sin embargo, el resto de los Cinco Fatales viajan en el tiempo para rescatarlos antes de que comiencen a conspirar para deshacerse de sus enemigos usando el Ojo Esmeralda de Ekron para drenar la Batería Central de Green Lantern Corps y destruir el sol de la Tierra. Mientras lucha contra la Liga de la Justicia y Star Boy, Jessica Cruz entierra vivos a los Cinco Fatales debajo de una montaña mientras Star Boy se sacrifica para salvar el sol.